# Steve Denton
Pour les articles homonymes, voir Denton.
Steve Denton, né le 5 septembre 1956 à Kingsville, est un joueur de tennis américain.
Il a remporté l'US Open en double et a atteint deux fois la finale de l'Open d'Australie en simple.

## Style de jeu
Connu pour son service puissant, il prenait notamment deux pas d'élan avant de servir, ce qui fut interdit par la suite dans les règles de l'ATP. En 1984, Denton a servi à 222 km/h, un record qui a tenu 13 ans avant d'être dépassé en 1997 par Mark Philippoussis avec 229 km/h, le record actuel est de 251 km/h par Ivo Karlović.

## Parcours dans les tournois duGrand Chelem

### En simple
| Année | Open d'Australie | Open d'Australie | Internationaux de France | Internationaux de France | Wimbledon       | Wimbledon  | US Open         | US Open     | Open d'Australie | Open d'Australie |
| ----- | ---------------- | ---------------- | ------------------------ | ------------------------ | --------------- | ---------- | --------------- | ----------- | ---------------- | ---------------- |
| 1981  | n.o.             | n.o.             | —                        | —                        | 1er tour (1/64) | R. Simpson | 1er tour (1/64) | T. Mayotte  | Finale           | J. Kriek         |
| 1982  | n.o.             | n.o.             | 1er tour (1/64)          | D. Visser                | 1/8 de finale   | G. Mayer   | 1/8 de finale   | G. Vilas    | Finale           | J. Kriek         |
| 1983  | n.o.             | n.o.             | —                        | —                        | 1er tour (1/64) | C. Lewis   | 3e tour (1/16)  | A. Gómez    | 3e tour (1/16)   | J. Lloyd         |
| 1984  | n.o.             | n.o.             | 1er tour (1/64)          | M. Freeman               | 1er tour (1/64) | K. Curren  | 2e tour (1/32)  | J. Brown    | 1er tour (1/64)  | P. Feigl         |
| 1985  | n.o.             | n.o.             | —                        | —                        | 2e tour (1/32)  | D. Pate    | 1er tour (1/64) | Matuszewski | 2e tour (1/32)   | J. Hlasek        |
| 1986  | n.o.             | n.o.             | —                        | —                        | —               | —          | —               | —           | n.o.             | n.o.             |
| 1987  | 1er tour (1/64)  | G. Muller        | —                        | —                        | —               | —          | —               | —           | n.o.             | n.o.             |

N.B. : à droite du résultat se trouve le nom de l'ultime adversaire.

### En double
| Année | Open d'Australie                                                               | Open d'Australie | Internationaux de France                                                       | Internationaux de France                                                        | Wimbledon                                                                       | Wimbledon                                                                       | US Open                                                                             | US Open           | Open d'Australie | Open d'Australie |
| ----- | ------------------------------------------------------------------------------ | ---------------- | ------------------------------------------------------------------------------ | ------------------------------------------------------------------------------- | ------------------------------------------------------------------------------- | ------------------------------------------------------------------------------- | ----------------------------------------------------------------------------------- | ----------------- | ---------------- | ---------------- |
| 1979  | n.o.                                                                           | n.o.             | —                                                                              | —                                                                               | —                                                                               | —                                                                               | 1er tour (1/32) R. Van't Hof \|\| style="text-align:left;" \| P. Fleming J. McEnroe | —                 | —                |                  |
| 1980  | n.o.                                                                           | n.o.             | 2e tour (1/16) K. Curren \|\| style="text-align:left;" \| Fassbender R. Moore  | 1/4 de finale K. Curren \|\| style="text-align:left;" \| R. Lutz S. Smith       | 1/8 de finale K. Curren \|\| style="text-align:left;" \| R. Lutz S. Smith       | 1er tour (1/16) K. Curren \|\| style="text-align:left;" \| R. Frawley C. Lewis  |                                                                                     |                   |                  |                  |
| 1981  | n.o.                                                                           | n.o.             | 2e tour (1/16) K. Curren \|\| style="text-align:left;" \| Damiani R. Ycaza     | 2e tour (1/16) K. Curren \|\| style="text-align:left;" \| B. Martin Simpson     | 1/4 de finale K. Curren \|\| style="text-align:left;" \| P. Fleming J. McEnroe  | 1/2 finale K. Curren \|\| style="text-align:left;" \| Edmondson K. Warwick      |                                                                                     |                   |                  |                  |
| 1982  | n.o.                                                                           | n.o.             | 1er tour (1/32) K. Curren \|\| style="text-align:left;" \| E. Edwards L. Palin | 1/2 finale K. Curren \|\| style="text-align:left;" \| P. Fleming J. McEnroe     | Victoire K. Curren                                                              | V. Amaya H. Pfister                                                             | 1/8 de finale Edmondson \|\| style="text-align:left;" \| B. Maze H. Pfister         |                   |                  |                  |
| 1983  | n.o.                                                                           | n.o.             | —                                                                              | —                                                                               | 1/2 finale K. Curren \|\| style="text-align:left;" \| Gullikson                 | 2e tour (1/16) B. Scanlon \|\| style="text-align:left;" \| R. Harmon M. Purcell | Finale S. Stewart                                                                   | Edmondson McNamee |                  |                  |
| 1984  | n.o.                                                                           | n.o.             | 1/4 de finale K. Curren \|\| style="text-align:left;" \| P. Složil T. Šmíd     | 1/4 de finale K. Curren \|\| style="text-align:left;" \| S. Mayer F. Taygan     | 1er tour (1/32) K. Curren \|\| style="text-align:left;" \| D. Gitlin P. Rennert | 1/8 de finale K. Curren \|\| style="text-align:left;" \| P. Doohan M. Fancutt   |                                                                                     |                   |                  |                  |
| 1985  | n.o.                                                                           | n.o.             | —                                                                              | —                                                                               | 1er tour (1/32) S. Davis \|\| style="text-align:left;" \| Giammalva             | 1/4 de finale P. Fleming \|\| style="text-align:left;" \| J. Nyström Wilander   | 1/8 de finale S. Stewart \|\| style="text-align:left;" \| A. Emerson D. Tyson       |                   |                  |                  |
| 1986  | n.o.                                                                           | n.o.             | —                                                                              | —                                                                               | 1er tour (1/32) L. Shiras \|\| style="text-align:left;" \| L. Warder S. Youl    | 2e tour (1/16) K. Warwick \|\| style="text-align:left;" \| P. McEnroe K. Jones  | n.o.                                                                                | n.o.              |                  |                  |
| 1987  | 2e tour (1/16) D. Dowlen \|\| style="text-align:left;" \| K. Curren H. Leconte | —                | —                                                                              | —                                                                               | —                                                                               | 1er tour (1/32) Giammalva \|\| style="text-align:left;" \| S. Davis D. Pate     | n.o.                                                                                | n.o.              |                  |                  |
| 1988  | —                                                                              | —                | 2e tour (1/16) S. Stewart \|\| style="text-align:left;" \| E. Korita J. Levine | 2e tour (1/16) S. Stewart \|\| style="text-align:left;" \| K. Evernden J. Kriek | —                                                                               | —                                                                               | n.o.                                                                                | n.o.              |                  |                  |

N.B. : le nom du ou de la partenaire se trouve sous le résultat ; le nom des ultimes adversaires se trouve à droite.

## Participation aux Masters

### En double
| Année | Ville    | Surface         | Partenaire   | Résultats | Résultat final     |
| ----- | -------- | --------------- | ------------ | --------- | ------------------ |
| 1980  | New York | Moquette indoor | Kevin Curren | 0v, 1d    | Demi-finaliste     |
| 1981  | New York | Moquette indoor | Kevin Curren | 1v, 1d    | Finaliste          |
| 1982  | New York | Moquette indoor | Kevin Curren | 0v, 1d    | Quart de finaliste |
| 1984  | New York | Moquette indoor | Kevin Curren | 1v, 1d    | Demi-finaliste     |

## Performance
Bat le no 1 mondial John McEnroe en demi-finale du tournoi de Cincinnati 1982 (7-6, 6-4).